# Claude Gros de Boze

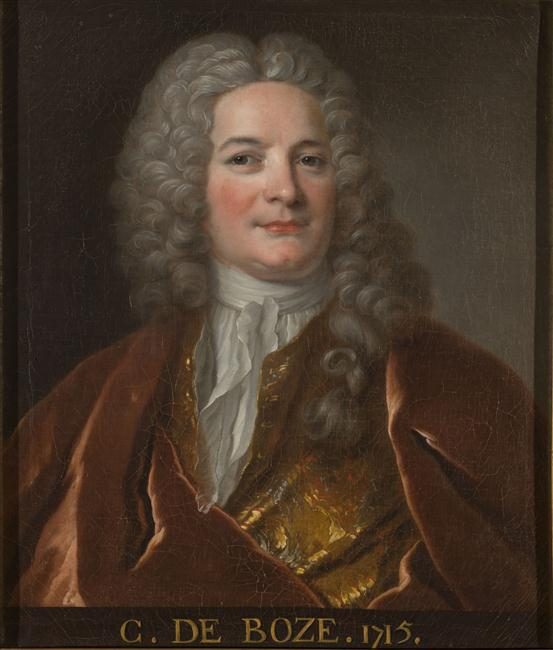
Claude Gros de Boze

Claude Gros de Boze (* 28. Januar 1680 in Lyon; † 10. September 1753 in Paris) war ein französischer Altertumsforscher, Bibliophiler, Numismatiker, Mitglied der Académie des Inscriptions et Belles-Lettres und Mitglied der Académie française.

## Leben und Werk

### Herkunft und Aufstieg
Claude Gros de Boze entstammte den Lyoner Familien Gros (väterlicherseits) und de Boze (mütterlicherseits). Er besuchte die Dreifaltigkeitsschule der Jesuiten in Lyon, studierte Rechtswissenschaft in Paris und betätigte sich früh als Literat und Altertumsforscher; ab 1702 veröffentlichte er zu entsprechenden Themen. Durch Kontakte zu Nicolas-Joseph Foucault, marquis de Magny (1643–1721), Jean Hardouin, Marc-Antoine Oudinet (1643–1712) und Jean Foy-Vaillant (1632–1706) bekam er Zutritt zur Münz- und Antikensammlung (Cabinet des Médailles) des Königs und zum Hof von Madame, Liselotte von der Pfalz. 1705 trat er als „Schüler“ (élève) in die Académie des Inscriptions et Belles-Lettres ein, wurde ein Jahr später Vollmitglied (associé und pensionnaire) und sogleich (bis 1743) Secrétaire perpétuel (Geschäftsführender Direktor). Sein Vorgänger war Paul Tallemant der Jüngere, den de Boze für unfähig hielt.

### Wirken in der Académie des inscriptions
Nachdem Jean-Paul Bignon ihr 1701 neue Statuten gegeben hatte, war es de Boze vorbehalten, die Akademie auf ein internationales wissenschaftliches Niveau zu heben. Er begann die Akademievorträge zu sammeln und herauszugeben und über alle verstorbenen Mitglieder eine Würdigung zu schreiben. Der erste Band seiner Histoire de l’Académie royale des inscriptions et belles-lettres erschien 1710, der 15. und letzte von ihm betreute Band 1743. 11 Bände wurden von Luise Gottsched ins Deutsche übersetzt und erschienen unter dem Titel Geschichte der königlichen Akademie der schönen Wissenschaften zu Paris darinnen zugleich unzählige Abhandlungen aus allen freyen Künsten, gelehrten Sprachen, und Alterthümern, enthalten sind (Leipzig/Wien 1749–1757).

### Mitglied weiterer Akademien und Privatleben
1715 wurde de Boze in die Académie française (Sitz Nr. 34) gewählt. 1719 wurde er Leiter des Königlichen Medaillenkabinetts (dessen Bestand er verdoppelte), 1727 Mitglied der Königlichen Akademie für Malerei und Bildhauerei. Ab 1740 gehörte er der Preußischen Akademie der Wissenschaften, ab 1749 der Royal Society und ab 1751 der Accademia Etrusca in Cortona an.
1732 heiratete er Charlotte Philippine de Châtre du Cangé († 1789). Alle drei Kinder starben kurz nach der Geburt. Außer einer Reise nach Holland hat er Paris nie verlassen. Er starb 1753 im Alter von 73 Jahren.

## Werke
- Traité historique du jubilé des Juifs. Du Bois, Paris 1702.

- Der berühmten königlichen Akademisten zu Paris curiöse Schau-Müntzen vorstellend die vornehmsten Thaten Ludwig des Großen mit historischer Erläuterung. Médailles sur les principaux événements du règne de Louis-le-Grand, avec des explications historiques. Baldinger, Baden 1705.

- Dissertation sur le culte que les anciens ont rendu à la déesse de la Santé. Pierre Cot, Paris 1705. (gewidmet Erzbischof Claude de Saint-Georges von Lyon, 1634–1714)

- Dissertation sur le Janus des anciens, et sur quelques médailles qui y ont rapport. Pierre Cot, Paris 1705. (gewidmet Nicolas-Joseph Foucault, marquis de Magny)

- Explication d’une inscription antique trouvée depuis peu à Lyon, où sont décrites les particularitez des sacrifices que les anciens appeloient tauroboles. Pierre Cot, Paris 1705. (gewidmet Jean-Paul Bignon)

- Histoire de l’Académie royale des inscriptions et belles-lettres, avec les Mémoires de littérature tirés des registres de cette académie. 15 Bde. Imprimerie Royale, Paris 1710–1743.

- - (Teilausgabe deutsch) Geschichte der königlichen Akademie der schönen Wissenschaften zu Paris darinnen zugleich unzählige Abhandlungen aus allen freyen Künsten, gelehrten Sprachen, und Alterthümern, enthalten sind. 11 Bde. Krauß, Leipzig/Wien 1749–1757. (Übersetzerin: Luise Gottsched)

- (Hrsg.) Medailles sur les principaux evenements du regne entier de Louis le Grand, avec des explications historiques. Paris 1723.

- (mit Claude-Pierre Goujet, 1697–1767, und Pierre Lalemant, 1622–1673) Histoire de l’Académie royale des inscriptions et belles-lettres depuis son établissement, avec les éloges des académiciens morts depuis son renouvellement. 3 Bde. Hippolyte-Louis Guérin, Paris 1740.

- Histoire suivie de l’Académie royale des inscriptions et belles-lettres depuis son établissement, avec les éloges des académiciens morts, le catalogue et les différentes éditions de leurs ouvrages. 2 Bde. Changuion, Amsterdam 1743.

- Demetrius Soter, ou le Retablissement de la famille royale sur le thrône de Syrie. Paris 1745.